# جون بورتر (سياسي أمريكي)
جون بورتر (بالإنجليزية: John Porter)‏ هو قاضي ومحامي وسياسي أمريكي، ولد في 24 أكتوبر 1790، وتوفي في 3 فبراير 1874. حزبياً، نشط في الحزب الديمقراطي. وقد انتخب عضو مجلس ولاية نيويورك.